# Alphonse Six
Alphonse Léopold Bauduin Six (* 1. Januar 1890 in Brügge; † 19. August 1914 bei Boutersem) war ein belgischer Fußballspieler, der durch seine Torgefährlichkeit beim damaligen CS Brugeois auffiel. Während er zu Beginn seiner Karriere noch als Linksverteidiger eingesetzt wurde, war er ab der Saison 1909/10 als Stürmer im Einsatz und als Torschütze sehr erfolgreich. Mit dem Verein gewann er 1911 die belgische Meisterschaft und war im selben Jahr mit 38 Toren Torschützenkönig der belgischen Fußballliga.

## Karriere

### Aufstrebender Linksverteidiger
Alphonse Six wurde am Neujahrstag 1890 in der damals noch recht beschaulichen Stadt Brügge als siebentes Kind von Emiel Six und dessen Frau Sophie Claeys geboren. Während sein Vater als Goldschmied umherzog, betrieb seine Mutter im Haus der Familie einen eigenen Laden. Nachdem er in seiner Geburtsstadt aufgewachsen war, schaffte er es im Jahre 1906 als 16-Jähriger in den Nachwuchsbereich des CS Brugeois, unter welchem Namen der heutige Fußballklub Cercle Brügge zum damaligen Zeitpunkt in Erscheinung trat. Nach nur einem Jahr in der Jugendabteilung wurde der mittlerweile 17-jährige Spieler als Linksverteidiger ins Herrenteam des Vereins geholt, wo er im Laufe der Spielzeit 1907/08 in zwölf Ligaspielen eingesetzt wurde und dabei ein Tor erzielte. Die Mannschaft landete im Endklassement auf dem zehnten und damit letzten Platz, entging aber dem Abstieg, da die Liga auf zwölf Mannschaften aufgestockt wurde. Auch noch in der nachfolgenden Saison 1908/09 wurde Six als Abwehrspieler eingesetzt und trug zum Erreichen des sechsten Tabellenplatzes in 15 Meisterschaftseinsätzen zwei Tore bei. In der Saison 1909/10 erkannte man schließlich das Offensivtalent des jungen Belgiers, der schon zuvor durch seinen harten Schuss ausgefallen war.

### Entdeckung als Topstürmer
So wurde Six schließlich in der Saison 1909/10 in 18 Ligapartien eingesetzt, wobei er gleich 27 Tore erzielte und sich somit zum klaren teaminternen Torschützenkönig krönte. Mit den Toren des jungen Six folgte auch der Erfolg in der Liga. Nachdem man in den Jahren zuvor noch eher schwache Saisonleistungen gezeigt hatte, war man in dieser Saison bereits in den Titelkampf verwickelt. Am Saisonende reichte es für das neuentdeckte Offensivtalent und sein Team für den dritten Platz hinter dem Zweitplatzierten, dem Lokalrivalen FC Brugeois, und dem Meister Union Saint-Gilloise. Aufgrund seiner Leistungen wurde er auch erstmals ins belgische Nationalteam geholt, für das er in der Folgezeit des Öfteren zum Einsatz kam. Seine wohl erfolgreichste Saison spielte er mit dem Team schließlich 1910/11, wo er selbst in 20 Partien eingesetzt wurde und dabei 38 Treffer beisteuerte. Nachdem er genau die Hälfte der insgesamt erzielten Tore seines Teams beigesteuert hatte, schaffte er es mit der Mannschaft im Endklassement auf den ersten Platz und holte sich so den ersten Meistertitel in der noch eher kurzen Geschichte des Vereines. Danach schaffte die Herrenmannschaft nur noch zweimal einen solchen Erfolg und zwar in den Spielzeiten 1926/27 und 1929/30. Nach einer weiteren teaminternen Torschützenkrone war Six auch in der nachfolgenden Saison 1911/12 der beste Torschütze seines Teams. Dabei gelang es ihm auch in allen 22 Meisterschaftsspielen seiner Mannschaft zum Einsatz zu kommen. Seine Torausbeute in dieser Saison, in der es das Team auf fünften Tabellenplatz schaffte, war mit 24 Treffern noch immer dementsprechend hoch. Obgleich er mit seiner Torgefährlichkeit bereits in die Geschichtsbücher von Cercle Brügge kam, schaffte er dies im Februar 1912 beim 6:0-Auswärtserfolg über den schwachen Klub Excelsior Brüssel ein weiteres Mal. Dabei erzielte er gleich fünf Treffer, womit er bis heute der einzige Spieler des Vereins bleibt, dem dies in einem offiziellen Ligaspiel gelang. Des Weiteren ist bemerkenswert, dass sich Six am 26. März 1911 überreden hat lassen, noch ein weiteres Mal auf seine ehemals angestammte Position in der Abwehr zurückzukehren.

### Wechsel zu Union Saint-Gilloise und Olympique Lillois
Für die Saison 1912/13 bekam Six, der bereits am 4. November 1911 für die Einrückung in den Militärdienst vorgesehen war, lukratives Angebot vom damals renommierten Hauptstadtklub Union Saint-Gilloise, dessen Verantwortlichen ihm einen Stammplatz in der Mannschaft sowie eine fixe Arbeitsstelle neben dem Fußball versprachen. Als sich schließlich herausstellte, dass die Verantwortlichen nicht das einhielten, was sie zuvor versprochen hatten, zeigte sich Six unnachgiebig und weigerte sich für den Hauptstadtklub zu spielen. Nach Drohungen und klubinternen Konsequenzen für Six wurde er mitunter auch noch vom Königlichen Belgischen Fußballverband suspendiert und für Belgien gesperrt. Dabei drehte sich seine so vielversprechende Karriere als Fußballspieler von einem Moment auf den anderen ins Negative. Doch da sich sein Talent und seine Offensivkraft bereits im Norden Frankreichs durchgesprochen hatte, da er zuvor bereits des Öfteren in verschiedenen Turnieren und Freundschaftsspielen in dieser Region in Erscheinung trat, wollte ihn der damalige Klub Olympique Lillois verpflichten. Der anschließende Wechsel nach Frankreich sollte sich als erfolgreich herausstellen. So war Six nach Abschluss der Spielzeit 1913/14 der erste belgische Spieler der eine ausländische Meisterschaft, in diesem Fall die französische, die zu diesem Zeitpunkt vom damals noch bestehenden Sportverband Union des sociétés françaises de sports athlétiques organisiert und ausgetragen wurde, gewinnen konnte. Außerdem gewann er mit dem Team auch noch die Trophée de France des Jahres 1914. Dabei war Six bereits beim 4:1-Halbfinalsieg über den Football Étoile Club Levallois am 19. April 1914 zweimal als Torschütze erfolgreich und erzielte bei der anschließenden Finalbegegnung zwischen Olympique Lillois und VGA Médoc Bordeaux weitere drei Tore. Mit einem weiteren 4:1-Erfolg wurde damit zum einzigen Mal in der Vereinsgeschichte auch die Trophée de France gewonnen. Wie schon in seiner Zeit in Belgien war Six auch in Frankreich sehr torgefährlich und erzielte beim Saisonabschlussspiel, das Olympique Lillois als Meister hervorbrachte und mit 3:0 endete, ebenfalls einen Treffer. Nachdem bald darauf der Erste Weltkrieg ausgebrochen war, musste Six in sein Heimatland zurückkehren, für das er schließlich auch im Krieg dienen musste. Etwa zwei Wochen nachdem die Belgische Armee in den Krieg eintrat (4. August 1914) fiel Six zusammen mit seinen Kameraden bei der zentralbelgischen Stadt Boutersem den Angriffen der Deutschen zum Opfer. Nachdem er einige Zeit als vermisst gegolten hatte, wurde sein Tod später mit dem Datum: 19. August 1914 bestätigt. Zuvor wurde Six, der dem Depot einer belgischen Kavallerie-Division angehörte, zusammen mit zahlreichen anderen Streitkräften am 1. August 1914 mobilisiert und wurde erst drei Tage später als gefechtsbereit erklärt. Am 15. August 1914 wurde er dem 3. Regiment der Lanzierer zugeteilt, wobei diese Einteilung eine eher explorative war. Nach dem unerwartet schnellen Fall des Forts in Lüttich gab der belgische König Albert I. den Befehl zum Rückzug in Richtung Antwerpen. Bei diesem Maneuver kam Six schließlich, laut Augenzeugenberichten, unter heroischen Bedingungen zusammen mit seinen Kameraden ums Leben. Seine letzte Ruhe fand er am Soldatenfriedhof von Veltem-Beisem, wohin er im Jahre 1925 umgebettet wurde.

## Zeit im belgischen Nationalteam
Aufgrund seiner Torgefährlichkeit in der Spielzeit 1909/10 wurde Alphonse Six, der während seiner Zeit in Brügge in seinem Teamkollegen Frans Vanhoutte eine besondere Bindung hatte und mit dem er sich auf dem Spielfeld quasi blind verstand, im Jahre 1910 von Trainer William „Bill“ Maxwell in den belgischen Nationalkader geholt. Am 13. März 1910 debütierte er dabei in einer Begegnung mit der niederländischen Nationalmannschaft, wo ihm kurz vor Abpfiff auch der 3:2-Siegestreffer für seine Belgier gelang. Wie bereits bei seinem Stammverein war Six auch im Nationalteam sehr torgefährlich. Bei seinen insgesamt neun Länderspieleinsätzen, die er bis zu seinem Ableben im Jahre 1914 absolvierte, kam er achtmal zum Torerfolg. Außerdem wurde der Offensivakteur auch noch viermal in die belgische Militärauswahl einberufen; über Tore für die Militärnationalmannschaft ist allerdings nichts bekannt.

## Erfolge
mit CS Brugeois
- 1× Belgischer Meister: 1910/11
- 1× belgischer Torschützenkönig: 1910/11 (38 Tore)
- 3× teaminterner Torschützenkönig: 1909/10 (27 Tore), 1910/11 (38 Tore) und 1911/12 (24 Tore)

mit Olympique Lillois
- 1× Französischer Meister: 1913/14
- 1× Sieger der Trophée de France: 1914